# Championnats du monde de judo 2005
Navigation
Édition précédente Édition suivante
Les championnats du monde de judo 2005 se sont déroulés au Caire (Égypte) du 8 au 11 septembre 2005. Les compétitions ont eu lieu au Cairo Stadium. C'est la première fois qu'un championnat du monde de judo se déroule sur le continent africain.

## Résultats

### Hommes
| Catégories                | Or                   | Argent                | Bronze                                 |
| ------------------------- | -------------------- | --------------------- | -------------------------------------- |
| -60 kg poids super-légers | Craig Fallon         | Ludwig Paischer       | Nam Suk Cho Nijat Shikhalizada         |
| -66 kg poids mi-légers    | João Derly           | Masato Uchishiba      | Arash Miresmaeili Miklos Ungvari       |
| -73 kg poids légers       | Akos Braun           | Francesco Bruyere     | Gennadij Bilodid Kiyoshi Uematsu       |
| -81 kg poids mi-moyens    | Guillaume Elmont     | Abderrahmane Benamadi | Roman Gontyuk Takashi Ono              |
| -90 kg poids moyens       | Hiroshi Izumi        | Ilías Iliádis         | Mark Huizinga Andrey Kazusionak        |
| -100 kg poids mi-lourds   | Keiji Suzuki         | Vitaliy Bubon         | Luciano Corrêa Dmitriy Kabanov         |
| +100 kg poids lourds      | Alexandre Mikhaylin  | Yasuyuki Muneta       | Pierre-Alexandre Robin Lasha Gujejiani |
| toutes catégories         | Dennis van der Geest | Tamerlan Tmenov       | Jury Rybak Yohei Takai (en)            |

### Femmes
| Catégories                | Or              | Argent              | Bronze                                  |
| ------------------------- | --------------- | ------------------- | --------------------------------------- |
| -48 kg poids super-légers | Yanet Bermoy    | Frédérique Jossinet | Alina Dumitru Soraya Haddad             |
| -52 kg poids mi-légers    | Li Ying         | Yuki Yokosawa       | An Kum-Ae Telma Monteiro                |
| -57 kg poids légers       | Kye Sun-Hui     | Yvonne Boenisch     | Khishigbat Erdenet-Od Sabrina Filzmoser |
| -63 kg poids mi-moyens    | Lucie Décosse   | Ayumi Tanimoto      | Driulys Gonzalez Urška Žolnir           |
| -70 kg poids moyens       | Edith Bosch     | Gévrise Émane       | Cathérine Jacques Raša Sraka            |
| -78 kg poids mi-lourds    | Yurisel Laborde | Sae Nakazawa        | Céline Lebrun Claudia Zwiers            |
| +78 kg poids lourds       | Tong Wen        | Karina Bryant       | Anne-Sophie Mondière Maki Tsukada       |
| toutes catégories         | Midori Shintani | Karina Bryant       | Anne-Sophie Mondière Carola Uilenhoed   |

## Tableau des médailles
| Rang | Nation        | Or | Argent | Bronze | Total |
| ---- | ------------- | -- | ------ | ------ | ----- |
| 1    | Japon         | 3  | 5      | 3      | 11    |
| 2    | Pays-Bas      | 3  | 0      | 3      | 6     |
| 3    | Cuba          | 2  | 0      | 1      | 3     |
| 4    | Chine         | 2  | 0      | 0      | 2     |
| 5    | France        | 1  | 2      | 4      | 7     |
| 6    | Royaume-Uni   | 1  | 2      | 0      | 3     |
| 7    | Russie        | 1  | 1      | 1      | 3     |
| 8    | Brésil        | 1  | 0      | 1      | 2     |
| -    | Corée du Nord | 1  | 0      | 1      | 2     |
| -    | Hongrie       | 1  | 0      | 1      | 2     |
| 11   | Ukraine       | 0  | 1      | 2      | 3     |
| 12   | Algérie       | 0  | 1      | 1      | 2     |
| -    | Autriche      | 0  | 1      | 1      | 2     |
| 14   | Allemagne     | 0  | 1      | 0      | 1     |
| -    | Grèce         | 0  | 1      | 0      | 1     |
| -    | Italie        | 0  | 1      | 0      | 1     |
| 17   | Slovénie      | 0  | 0      | 2      | 2     |
| -    | Biélorussie   | 0  | 0      | 2      | 2     |
| 19   | Azerbaïdjan   | 0  | 0      | 1      | 1     |
| -    | Belgique      | 0  | 0      | 1      | 1     |
| -    | Espagne       | 0  | 0      | 1      | 1     |
| -    | Corée du Sud  | 0  | 0      | 1      | 1     |
| -    | Géorgie       | 0  | 0      | 1      | 1     |
| -    | Iran          | 0  | 0      | 1      | 1     |
| -    | Mongolie      | 0  | 0      | 1      | 1     |
| -    | Portugal      | 0  | 0      | 1      | 1     |
| -    | Roumanie      | 0  | 0      | 1      | 1     |